# Валик, Игорь Леонидович
И́горь Леони́дович Ва́лик (1917, Николаев — 1993, Санкт-Петербург) — российский инженер и учёный, специалист в области передающей техники прикладного и вещательного телевидения, конструктор космических телесистем.

## Биография
Окончил (с отличием) Ленинградский политехнический институт, электротехнический факультет (1941).
Участник Великой Отечественной войны, старший техник-лейтенант, награждён медалью «За победу над Германией» и орденом Отечественной войны 2-й степени.
С 1947 г. работал в НИИ-380, позже переименованном во ВНИИТР. Должности: инженер, начальник лаборатории, главный конструктор проектов.
Основные разработки, в которых принимал участие:
- 1948—1950 — видеотракты Московского телецентра для стандарта разложения телеизображения на 625 строк,
- 1953 — усилитель передающей телесистемы,
- 1950-е — создание системы передачи данных путём перезаписи радиолокационной информации в узкополосную телевизионную информацию.
- с 1957 — телеаппаратура для космоса, гл. конструктор аппаратуры для получения изображения обратной стороны Луны (1959) и для повторной съемки обратной стороны Луны при запуске межпланетной космической станции «Зонд-3» (1965),
- космические телесистемы сверхвысокой четкости для наблюдения и изучения поверхности Земли и планет солнечной системы.

Доктор технических наук (1961), профессор (1970).

## Награды
- Ленинская премия (1960).

## Список произведений
Автор более 30 научных работ и монографий.
Сочинения: Телевидение. Учебное пособие для вузов, М., 1976 (в соавт.)